# Gylve Fenris Nagell
Gylve Fenris Nagell, nato come Leif Nagell (Kolbotn, 28 novembre 1971), è un musicista norvegese.

## Biografia
Meglio conosciuto come Fenriz (nome derivante da Fenrir ovvero il lupo antagonista di Odino nella mitologia norrena, nonché uno dei nomi infernali citati ne La Bibbia Satanica di Anton Lavey), è un polistrumentista, compositore e paroliere norvegese noto soprattutto come batterista e occasionalmente cantante del gruppo black metal norvegese Darkthrone.
Ha dichiarato di essersi appassionato alla musica fin da piccolo, quando all'età di tre anni ricevette in dono il vinile di Sweet Freedom degli Uriah Heep da suo zio materno. Iniziò molto presto a suonare la batteria su un kit per bambini, e successivamente la chitarra acustica.
Nel 1986 fonda la sua prima band, Black Death, progetto che abbandonerà presto per fondare i Darkthrone nel 1987.
Nel 1988, all'età di 16 anni, decide di abbandonare la scuola per dedicarsi completamente alla musica, ottenendo contemporaneamente un impiego presso l'industria postale (lavoro che svolge tutt'oggi).
Ha fatto parte e fondato anche molti altri gruppi, fra cui gli Storm assieme a Satyr, i Valhall e i DHG, e ha fondato due progetti solisti, gli Isengard e i Neptune Towers, entrambi al momento inattivi. Nel 1999 ha anche fondato il supergruppo Eibon assieme a Phil Anselmo, Killjoy, Satyr e Maniac, ma la band si è sciolta dopo aver pubblicato una sola traccia.
Esercita anche l'attività di DJ con il nome di DJ Fenriz, dopo aver iniziato sotto lo pseudonimo DJ Ebola.
Nel 2004 ha curato la pubblicazione di una compilation intitolata Fenriz Presents... The Best of Old-School Black Metal, con tracce di Celtic Frost, Hellhammer, Venom e molti altri. Ha posseduto inoltre, assieme all'altro componente dei Darkthrone Nocturno Culto, l'etichetta Tyrant Syndicate, la cui attività è terminata nel 2010.
È inoltre un grande appassionato di escursionismo e fa parte di numerose associazioni ambientaliste dedite alla salvaguardia del patrimonio forestale Norvegese. Ha scritto diversi articoli al riguardo sul quotidiano nazionale Aftenposten, nonché un articolo accademico in collaborazione con il professor Mikael Ohlson dell'Università norvegese di scienze della vita

### Attività politica
Dal 2015 al 2019 è stato membro del Consiglio comunale di Oppegård.

## Discografia
Con i Darkthrone 

 Con gli Storm 
Album in studio
- 1995 – Nordavind

 Con gli Isengard 
Album in studio
- 1995 – Høstmørke

Raccolte
- 1994 – Vinterskugge
- 2020 – Vårjevndøgn

 Con i Neptune Towers 
- 1994 – Caravans to Empire Algol
- 1995 – Transmissions from Empire Algol

 Con i DHG 
Album in studio
- 1995 – Kronet Til Konge

 Con i Fenriz' Red Planet 
- 2009 – Engangsgrill

 Con i Fuck You All 
- 2009 – Fuck You All

 Con gli Eibon 
Apparizioni in compilation
- 2000 – Moonfog 2000 - A Different Perspective

 Con i Valhall 
Album in studio
- 2009 – Red Planet

 Demo 
- 1988 – The Castle of Death
- 1989 – Amalgamation

Come ospite
- 1996 – Satyricon, Nemesis Divina, testo di Part IV: Du Som Hater Gud
- 1998 – Ulver, Themes from William Blake's The Marriage of Heaven and Hell, voce
- 1999 – Satyricon, Rebel Extravaganza, batteria
- 2000 – Aura Noir, Increased Damnation, voce
- 2000 – Red Harvest, Dark Matter, voce
- 2000 – Seth, L'Excellence, testo di Let Me Be the Salt in Your Wound
- 2001 – Cadaver Inc., Discipline, voce
- 2004 – Aura Noir, The Merciless, voce
- 2005 – Code, Nouveau Gloaming, testo di The Cotton Optic
- 2009 – Code, Resplendent Grotesque, testo di Smother the Crones
- 2010 – Abscess, Dawn of Inhumanity, voce